# Cornuscoparia ochracea
Cornuscoparia ochracea är en skalbaggsart som beskrevs av Jordan 1894. Cornuscoparia ochracea ingår i släktet Cornuscoparia och familjen långhorningar. Inga underarter finns listade i Catalogue of Life.